# Sarapiquí
Sarapiquí è un distretto della Costa Rica facente parte del cantone di Alajuela, nella provincia di Alajuela.